# Around the World in Eighteen Days

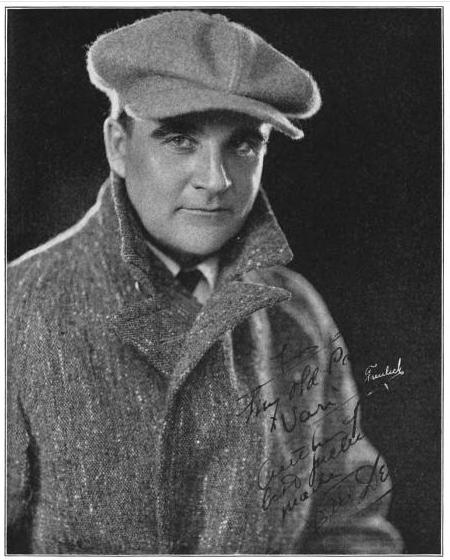
William Desmond, que interpreta Phineas Fogg III.

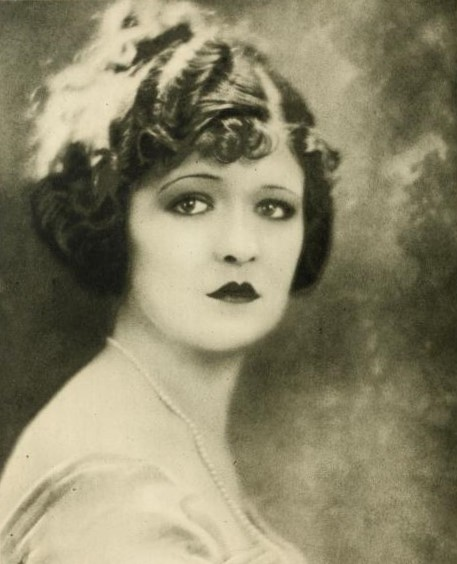
Laura La Plante, estrela do seriado.

Around the World in Eighteen Days é um seriado estadunidense de 1923, no gênero aventura, dirigido por B. Reeves Eason e Robert F. Hill, em 12 capítulos, estrelado por William Desmond  e Laura La Plante. O seriado foi produzido e distribuído pela Universal Pictures, registrado entre 14 de novembro de 1922 e 31 de janeiro de 1923, e veiculou nos cinemas estadunidenses entre 1 de janeiro e 19 de março de 1923.
Este seriado é considerado perdido.

## Sinopse
Na era industrial, o jovem Phineas Fogg, neto do Phineas Fogg original – personagem de Julio Verne em Around the World in Eighty Days –, pretende circundar o globo terrestre em 18 dias, em um esforço para consolidar uma empresa de produção de combustíveis sintéticos. Mas, enquanto Phineas III esforça-se para utilizar o combustível inovador em benefício de toda a humanidade, um vice-presidente desagradável (Wade Boteler) tenta roubar a invenção para seus próprios fins nefastos. Perseguido pelo vilão ao redor do globo, Phineas é auxiliado em sua busca por Madge Harlow (Laura La Plante).

## Elenco
- William Desmond – Phineas Fogg III
- Laura La Plante - Madge Harlow
- William De Vaull - Jiggs (creditado William P. DeVaul)
- Wade Boteler - Wallace J. Brenton
- Percy Challenger - Rand
- William Welsh - Matthew Harlow (as William J. Welsh)
- Hamilton Morse - Smith
- Tom Guise - Davis (creditado Tom S. Guise)
- L.J. O'Connor - Detective (creditado Louis J. O'Connor)
- Arthur Millett - Detective (creditado Arthur N. Millett)
- Gordon Sackville - White
- Alfred Hollingsworth – Phineas Fogg II
- Pat Calhoun - Butler
- Spottiswoode Aitken - Piggott
- Harry De Vere - Book Maker (creditado Harry T. De Vere)
- Boyd Irwin - Muriarc
- Sidney De Gray - Hyppolyte Darcy (creditado Sydney De Gray)
- Jean De Briac - Desplayer
- Antonio Rolando - Apache Dancer
- Celesta Zimlick - Apache Dancer (creditada Celeste Zimlich)

## Capítulos
1. The Wager
2. Wanted by the Police
3. Apaches of Paris
4. The Man Who Broke the Bank at Monte Carlo
5. Sands of Doom
6. The Living Sacrifice
7. The Dragon's Claws
8. A Nation's Peril
9. Trapped in the Clouds
10. The Brink of Eternity
11. The Path of Peril
12. The Last Race

Fonte: